# Lepidodelta phoenicraspis
Lepidodelta phoenicraspis är en fjärilsart som beskrevs av George Francis Hampson 1910. Lepidodelta phoenicraspis ingår i släktet Lepidodelta och familjen nattflyn. Inga underarter finns listade i Catalogue of Life.